# Encarsia koebelei
Encarsia koebelei is een vliesvleugelig insect uit de familie Aphelinidae. De wetenschappelijke naam is voor het eerst geldig gepubliceerd in 1908 door Howard.